# Масуд Газневі
Масуд I (*998 — 1041) — султан Держави Газневідів в 1030—1040 роках. Повне ім'я Шихаб аль-Даула Абу Саїд Масуд ібн Махмуд.

## Життєпис

### Молоді роки
Походив з династії Газневідів. Син султана Махмуда I. Народився у м. Газні 998 року. Замолоду брав участь у походах батька, набувши військового та політичного досвіду. 1015 року призначено спадкоємцем трону. Того ж року стає намісником в Гераті. У 1020 році очолив похід проти Гору, мешканці якого належали до зороастризму і буддизму. Масуд підкорив область, змусивши населення прийняти іслам.
У 1028 році брав участь у поході проти Маджда аль-Даули, еміра Рея, якого у 1029 році було повалено. після цього батько передав командування в Персії Масуду. Той протягом 1029—1030 років завдав поразки Мухаммеду Дашманзіяру, еміру Гамадана та Ісфагану (з династії Какуїдів), змусивши того визнати зверхність Газневідів. 1030 року батько позбавив Масуда права на трон, передавши їх брату-блюхнюку Мухаммаду. Невдовзі Махмуд I помер.
Через 2 місяці проти брата-султана Мухаммада I виникло повстання на чолі із еміром Аязом. В свою чергу Масуд на чолі війська рушив до Хорасану, де зупинився в Нішапурі. Масуд завдав поразки військам султана на чолі із Сувентгараєм. На бік Масуда перейшов Юсуф ібн Сабук-Тегін, очільник війська султана, та більшість емірів. Невдовзі Мухаммада було повалено й запроторено до в'язниці. Масуд став новим султаном.

### Володарювання
Масуд I намагаючись зміцнити владу невдовзі запроторив до в'язниці стрийка Юсуфа ібн Сабук-Тегіна та військовика Алі абн Іл-Арслана, що викликало невдоволення. У 1031 році вдерся до Мекрану, скориставшись боротьбою за владу. султанові вдалося швидко підкорити цю область. Того ж року було встановлено владу на Керманом. де правили Буїди. Проте у 1032 році було втрачено Керман. Водночас було здійснено вдалі походи до Кашміру та Пенджабу в 1032 році. Це значно підвищило авторитет Масуда I.
У 1032 році валі Герата Алтунташ вдерся до Караханідської держави, захопивши Бухару. Втім битва проти Алі-Тегіна Караханіда біля Дабусії не виявила переможця. Водночас починається посилення огузів на чолі із Сельджукидами. 1033 року Масуд I на чолі війська знову захопив Керман. Але у 1034 році проти влади газневідів підняв повстання Гарун ібн Алтунташ, що оголосив себе хорезмшахом. На його бік перейшли Сельджуки. Останніх також підтримав Алі-Тегін. Наприкінці року війська огузів на чолі із Тогрул-беком і Чагрі-беком Сельджукидами увійшли до Хорасану. Супротивник сплюндрував місцину навколо Термеза до верхів'я річки Вахш. Військовик султана — сіпахсалар Бек-Тегін у битві при Шабуркані зазнав поразки, проте вже Алі ібн Абдаллах завдав огузам поразки, змусивши тих відступити за Амудар'ю.
1035 року Масуд I спрямував найманих вбивць, що здійснили вдалий замах на хорезмшаха Гаруна. Невдовзі помер Алі-Тегін. Втім за цією боротьбою султан втратив Керман, який знову відвоювали Буїди. разом з цим зазнав поразки Абд аль-Джаббар, що намагався відновити владу Газневідів в Хорезмі. За підтримки Сельджукидів трон посів Ісмаїл Хандан, син загиблого хорезмшаха Гаруна ібн Алтунташа.
У травні 1035 року війська на чолі із Тогрул-беком знову увійшли до Хорасану. Супротивник захопив міста Амуль, Ніса, Ферава. Того ж року у битві при Наса війська Масуда на чолі із еміром Бектугдаєм зазнали поразки він погодився передати Сельджукам міста Наса, Ферава, Діхістан. Натомість ті визнали зверхність султана Газні. Після цього Масуд I рушив проти Гургана і Табаристана, де змусив Зіяридів знову визнати свою зверхність.
У 1036 року було здійснено успішний похід проти міста-держави Гансі (в сучасному штаті Хар'яна, Індія). Втім вже у 1037 році Масуд I знову стикнувся з загрозою з боку Сельджуків, які захопили Балх і Мерв. У 1038 році було втрачено місто Туса. Того ж року Масуд I відправив нове військо проти огузів на чолі із Тогрул-беком Сельджукидом. У битві при Серахсі армія султана Газні зазнала поразки. В результаті супротивник захопив місто Нішапур, у навесні 1040 року — фортецю Серахс. В цей час Масуд I воював проти індійських князівств. зумів повернутися до Газні лише у 1039 році.
За умов успіхів сельджукидів їх союзники Караханіди захопили усю Трансоксіану, що належала Газневідам, а Мухаммед Дашманзіяр Какуїд звільнився від газневідської залежності й захопив Рей з північною Персією, династія Зіяридів перейшла на бік Сельджукидів.
1039 року Масуд I, зібравши потужне військо (50 тис. кінноти, від 12 до 60 слонів), рушив проти Сельджукидів. Було відвойовано Східний Хорасан, область Балха, завдано поразки супротивнику у битві біля Улья-Абада. У битві при Діх-і Басарган не було здобуто перемоги, проте султан змусив очільників Сельджуків віддати Нішапур. 1040 року відвоював Серахс. Але після відходу Масуда I огузи знову зайняли це місто. Тоді Масуд I знову рушив проти огузів на чолі із Тогрул-беком. Вирішальна битва відбулася 23 травня біля фортеці Данданакан (неподалік від Мерву), в якій сельджукиди (мали близько 12 тис. вояків) завдали нищівної поразки Масуду I.
Від потужного війська поруч із султаном залишилося лише його найближче оточення і невелика група гулямів. Після важкого переходу через гори Чаршистану і Гору в червні 1040 року султан Масуд I рушив до Газні. Але у грудні 1040 року під час переходу від Герату через Пешавар до берегів Інду, де султан мав намір провести зиму, його було схоплено. Замість Масуда I султаном знову став його брат Мухаммад. Поваленого султана запроторено до фортеці, де у січні 1041 року страчено.

## Родина
- Маудуді, султан 1041—1048 роках
- Алі, султан 1048—1049 роках
- Фаррухзад, султан у 1053—1059 роках
- Ібрахім, султан у 1059—1099 роках
- Саїд, хорезмшах у 1032—1034 роках
- Ізадяр
- Мадждуд
- Мардан-шах